# Pirania
Pirania (Pygocentrus piraya) – gatunek słodkowodnej, drapieżnej ryby kąsaczokształtnej, jeden z największych przedstawicieli rodziny piraniowatych (Serrasalmidae). Jest gatunkiem typowym rodzaju Pygocentrus. Wraz z piranią Natterera zaliczana jest do gatunków bardzo agresywnych i niebezpiecznych, również dla ludzi.

## Występowanie
Endemit rzeki São Francisco i jej dopływów – we wschodniej Brazylii. W swoim zasięgu jest gatunkiem pospolitym. Często współwystępuje z Serrasalmus brandtii.

## Budowa

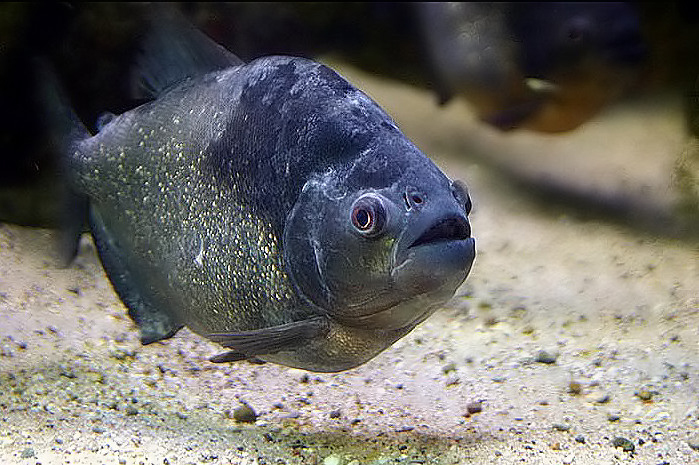
Widok z przodu

Kształt ciała typowy dla piraniowatych: silnie bocznie ścieśnione, wysokie. Szczęki masywne, dobrze umięśnione i silnie uzębione. Żuchwa gruba, wystająca. Zęby są trójkątne i bardzo ostre – ukryte za grubymi wargami, tak że widać tylko ich wierzchołki. Od pozostałych piranii właściwych odróżnia ją obecność promienistej płetwy tłuszczowej. Ubarwienie zmienne, zwykle ciemne (w innych językach nazywana jest czarną piranią), w partiach brzusznych żółtopomarańczowe lub czerwone. Dymorfizm płciowy nie jest uwidoczniony.
Pirania dorasta przeciętnie do około 35 cm długości standardowej i masy około 3 kg. Największy odnotowany osobnik mierzył 51 cm długości i 6 kg masy ciała.

## Biologia i zachowanie
Pygocentrus piraya jest rybą mięsożerną. Żywi się głównie rybami zdradzającymi oznaki osłabienia, a także krewetkami.  W jej diecie można znaleźć jedynie świeże mięso. Piranie tworzą ławice, co było powszechnie uznawane za przystosowanie drapieżnicze. Nowsze badania prowadzone na piranii Natterera sugerują jednak, że jest to również przystosowanie obronne przed takimi drapieżnikami jak kajmany czy delfiny.
Swoje ofiary piranie atakują gromadnie. Są wówczas bardzo agresywne. Ciało atakowanego zwierzęcia rozcinają zębami i wyrywają małymi kawałkami. Zjadają także płetwy i łuski ofiar. Sprowokowane zapachem krwi mogą zaatakować ranne, znacznie większe od siebie zwierzę kręgowe – nawet człowieka. Zdarzenia takie miewają miejsce w okolicach gęsto zaludnionych, zwłaszcza w pobliżu osad i ubojni, z których resztki poubojowe wyrzucane są do wody.
Ikra składana jest w płytszych partiach wody, w dołku wykopanym w piaszczystym dnie. Samice opiekują się ikrą i świeżo wylęgłym narybkiem.

## Znaczenie gospodarcze

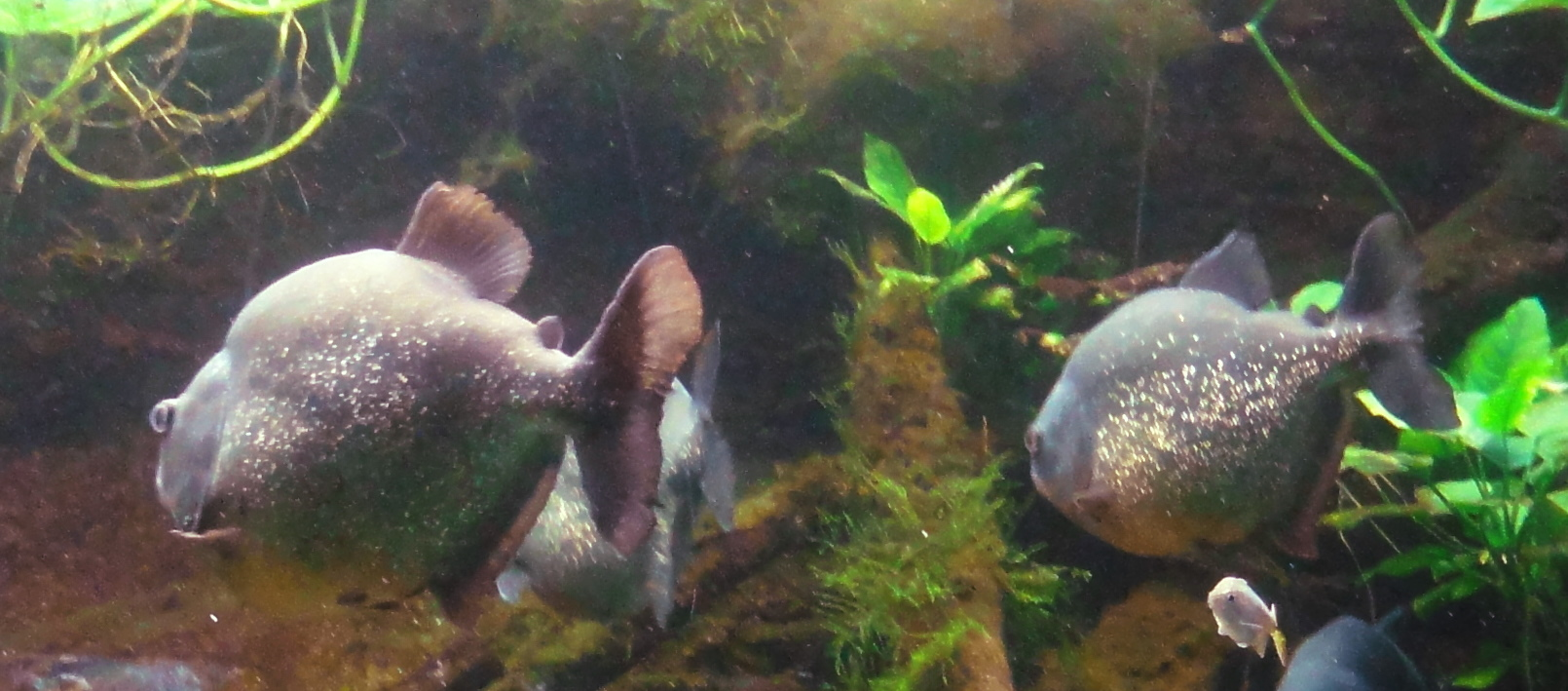
Piranie we frankfurckim zoo

Gatunek poławiany w rybołówstwie i wędkarstwie jako ryba konsumpcyjna. Prezentowany w akwariach publicznych. W niektórych krajach obowiązuje zakaz importu tej ryby. Piranie powodują straty gospodarcze, wyjadając ryby złowione w sieci i niszcząc przy tym sprzęt rybacki.